# Medicina medieval d'Europa Occidental

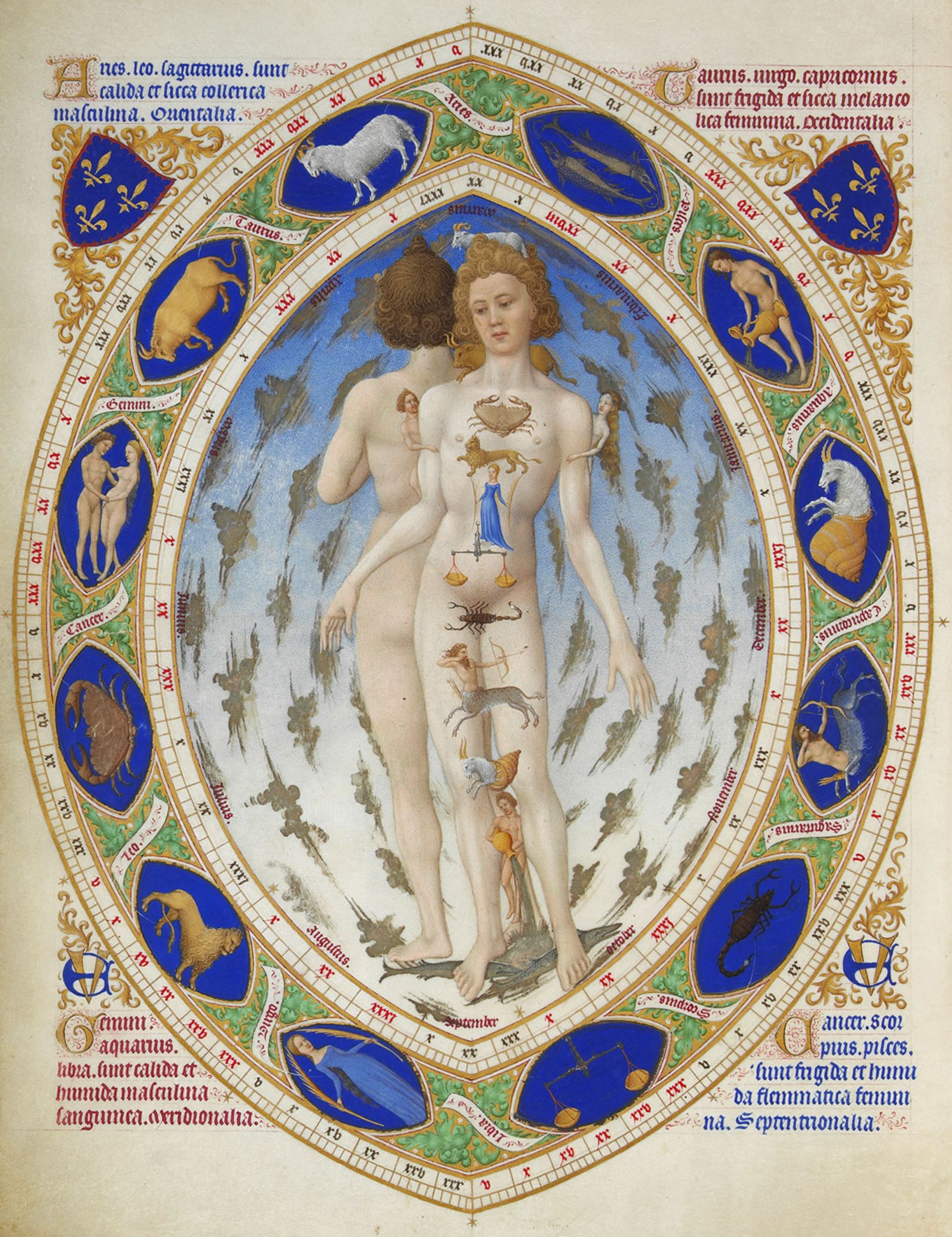
"L'home anatòmic" (també "L'home zodiacal"), Très Riches Heures du Duc de Berry (Ms.65, f.14v, principis del segle XV)

La medicina medieval a Europa occidental estava composta per una barreja d'idees existents des de l'antiguitat, influències espirituals i el que identifica Claude Lévi-Strauss com el "complex xamànic" i "consens social. "
En l'alta edat mitjana, arran de la caiguda de l'Imperi Romà d'Occident, el coneixement mèdic estàndard es basava principalment en els textos grecs i romans que havien sobreviscut, conservats en els monestirs i altres llocs. Molts simplement col·locaven les seves esperances en l'Església i Déu per curar totes les seves malalties. Les idees sobre l'origen i la cura de la malaltia no eren purament seculars, sinó que també es basaven en una cosmovisió en la qual factors com el destí, el pecat, i les influències astrals jugaven un paper equivalent a qualsevol causa física. L'eficàcia de la cura estava lligada de manera similar a les creences del pacient i el metge en comptes de l'evidència empírica, de manera que els remedia physicalia (remeis físics) eren sovint subordinats a la intervenció espiritual.